# جائزة فرنسا الكبرى 1950
جائزة فرنسا الكبرى 1950 هو سباق فورمولا 1 أقيم بتاريخ 2 يوليو 1950 في رانس. كان السادس من أصل 7 في بطولة العالم لسباقات الفورمولا واحد موسم 1950. حلّ الأرجنتيني خوان مانويل فانجيو أولا بينما جاء الإيطالي لويجي فاجيولي في المركز الثاني وحصل على المركز الثالث البريطاني بيتر وايتهيد.